# Karmelitenkirche (Valletta)

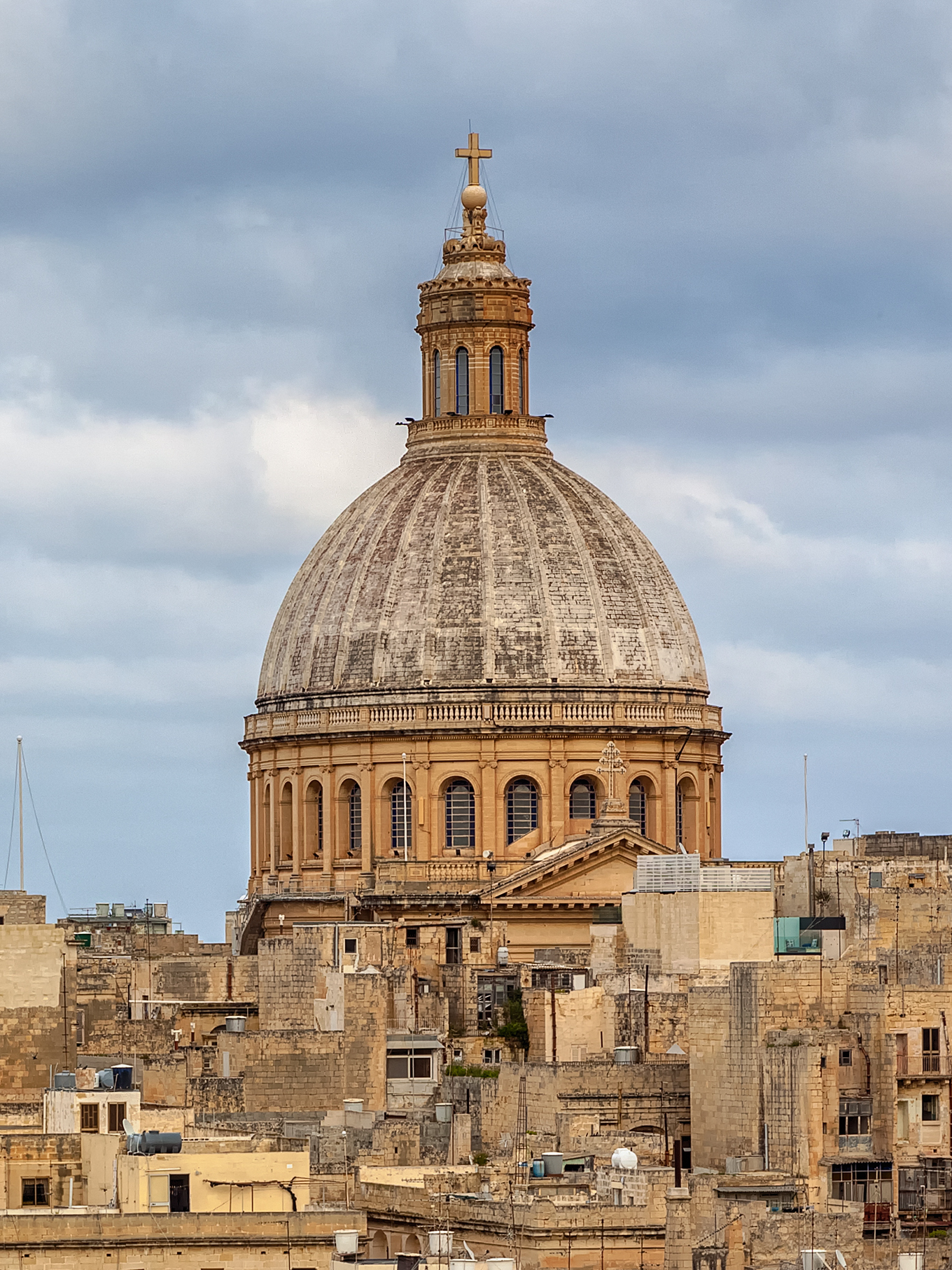
Kuppel der Karmelitenkirche

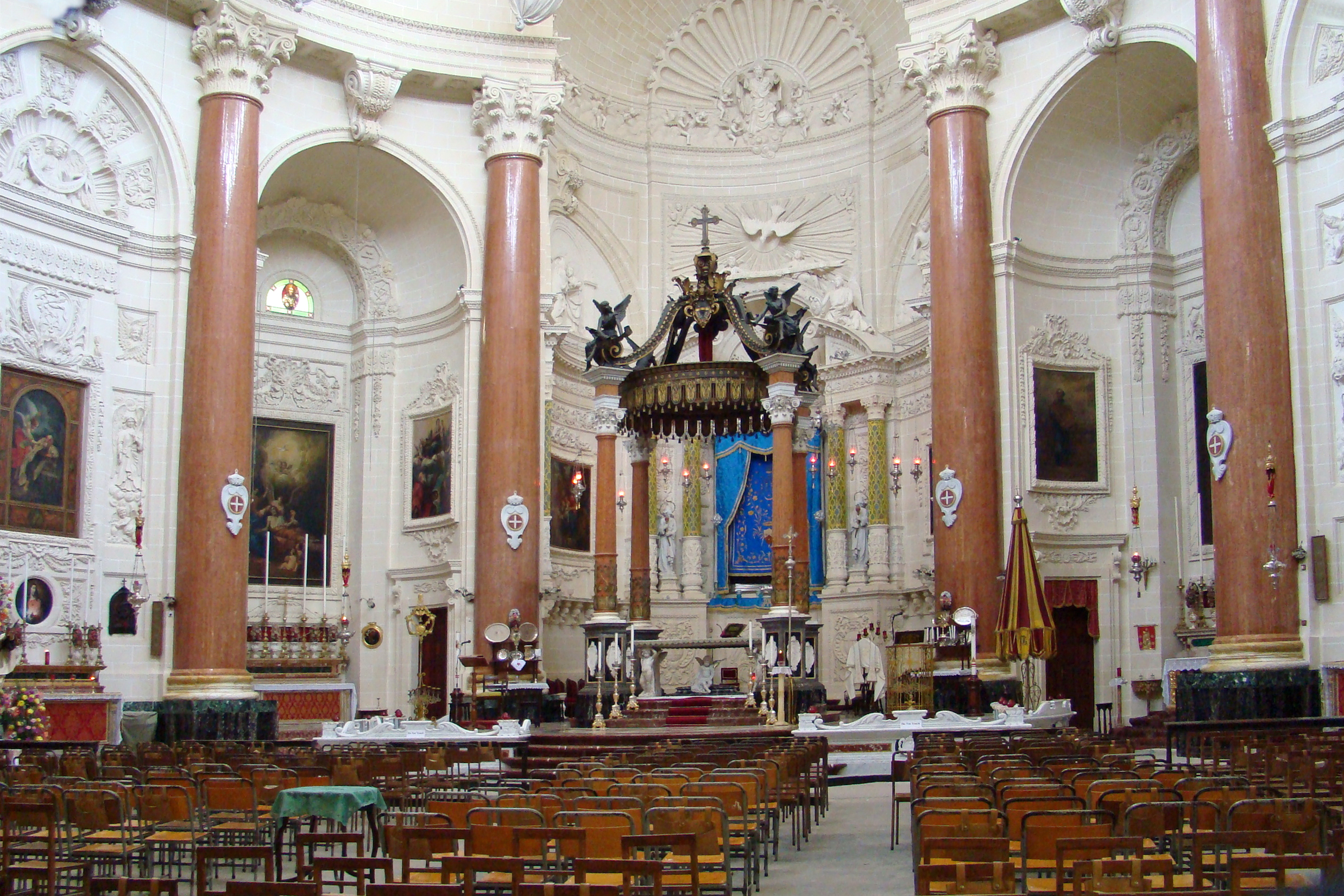
Innenraum

Die Karmelitenkirche (Heiligtum Unserer Lieben Frau vom Berge Karmel, engl. Shrine of Our Lady of Mount Carmel, malt. Santwarju Tal-Madonna Tal-Karmnu) ist eine römisch-katholische Kirche in der Hauptstadt Valletta auf der Insel Malta. Sie ist Teil des UNESCO-Welterbes, das die gesamte Stadt Valletta umfasst, und gehört zu den bekanntesten Kirchen und touristischen Hauptattraktionen Vallettas.
Der Vorgängerbau, die dem Patrozinium Mariä Verkündigung unterstellt war, wurde bis etwa 1573 errichtet und war seinerzeit die erste Kirche der jungen Stadt Valletta. Die Kirche wurde von Gerolamo Cassar (ca. 1550–1592) geplant, jedoch einigen Veränderungen und Ergänzungen unterzogen. Im 17. Jahrhundert wurde sie dem Orden unserer lieben Frau vom Berge Karmel übergeben und mit dem  Patrozinium Unserer Lieben Frau auf dem Berge Karmel versehen. Die Fassade wurde ab 1852 unter Giuseppe Bonavia neu gestaltet. Am 14. Mai 1895 erhob  Papst Leo XIII. die Kirche in den Rang einer Basilica minor. Nach schweren Beschädigungen im Zweiten Weltkrieg wurde der Bau zwischen 1958 und 1981 neu errichtet; dabei wurde er vergrößert und mit einer Kuppel versehen. Die 42 Meter hohe ovale Kuppel prägt sowohl die Stadtsilhouette als auch die des Marsamxett-Hafens. Sie ist höher als der Kirchturm der benachbarten anglikanischen Pro-Kathedrale St. Paul’s.
Die Hauptsehenswürdigkeit im Innenraum ist ein Gemälde Unserer Lieben Frau vom Berg Karmel aus dem frühen 17. Jahrhundert. Der Innenraum wurde von dem Bildhauer Joseph Damato über 19 Jahre hinweg gestaltet. Auffällig sind auch die Säulen aus rotem Marmor.
Die Kirche ist im National Inventory of the Cultural Property of the Maltese Islands verzeichnet und steht als Grade-3-Bauwerk unter Denkmalschutz.